# NGC 3265
NGC 3265 ist eine Zwerggalaxie mit ausgedehnten Sternentstehungsgebieten im  Sternbild Kleiner Löwe am Nordsternhimmel. Sie ist schätzungsweise 57 Millionen Lichtjahre von der Milchstraße entfernt und hat einen Durchmesser von etwa 15.000 Lj.
Im selben Himmelsareal befinden sich u. a. die Galaxien NGC 3245, NGC 3254, NGC 3277.
Das Objekt wurde am 11. April 1785 von dem deutsch-britischen Astronomen Wilhelm Herschel entdeckt.